# Sprawa leningradzka
Sprawa leningradzka – czystka w partii komunistycznej i administracji ZSRR w Leningradzie i obwodzie leningradzkim w latach 1948–1950 i związane z tym procesy polityczne zakończone wieloma wyrokami śmierci i długoletniego więzienia.
31 sierpnia 1948 zmarł Andriej Żdanow, jeden z najbliższych współpracowników Stalina i najbardziej wpływowych ludzi w ZSRR, w latach 1934–1945 I sekretarz Komitetu Obwodowego WKP(b) w Leningradzie. Wcześniej, w 1946, Żdanow doprowadził wraz ze swoimi współpracownikami (Nikołajem Wozniesienskim, Aleksiejem Kuzniecowem i Michaiłem Rodionowem) do usunięcia z grona sekretarzy KC WKP(b) Gieorgija Malenkowa i zmniejszenia jego roli w aparacie władzy. W związku z tym Malenkow planował zemstę na ludziach, którzy doprowadzili do jego marginalizacji; rywalem Żdanowa i jego najbliższych współpracowników był też Ławrientij Beria. Po śmierci Żdanowa, Malenkow i Beria rozpoczęli intrygę mającą na celu skompromitowanie jego współpracowników, przekonując Stalina o rzekomo separatystycznych dążeniach leningradzkiej organizacji partyjnej i o rzekomej nielojalności ludzi sprawujących w Leningradzie i obwodzie leningradzkim kierownicze stanowiska. W wyniku intryg, w marcu 1949 Wozniesienski i Kuzniecow zostali zwolnieni ze stanowisk, a Kuzniecow aresztowany wraz z I sekretarzem Komitetu Obwodowego WKP(b) Piotrem Popkowem i premierem RFSRR Michaiłem Rodionowem. Wozniesienskiego aresztowano w październiku 1949.
Aresztowania objęły również m.in. brata Wozniesienskiego, Aleksandra (ministra oświaty RFSRR, byłego rektora Uniwersytetu Leningradzkiego), Michaiła Basowa (wicepremiera RFSRR), Michaiła Safonowa (przewodniczącego Komitetu Wykonawczego Leningradzkiej Rady Obwodowej), Ilję Charitonowa (byłego przewodniczącego Komitetu Wykonawczego Leningradzkiej Rady Obwodowej), Nikołaja Sołowjowa (byłego przewodniczącego Komitetu Wykonawczego Leningradzkiej Rady Obwodowej), Piotra Tiurkina (zastępcę przewodniczącego Komitetu Wykonawczego Leningradzkiej Rady Obwodowej), Gieorgija Badajewa (II sekretarza Komitetu Obwodowego WKP(b) w Leningradzie), Iosifa Turko (byłego II sekretarza Komitetu Obwodowego WKP(b) w Leningradzie), Wsiewołoda Iwanowa (byłego I sekretarza Komitetu Obwodowego Komsomołu w Leningradzie), Andrieja Burilina (zastępcą przewodniczącego Komitetu Wykonawczego Leningradzkiej Rady Obwodowej), Piotra Łazutina (przewodniczącego Komitetu Wykonawczego Leningradzkiej Rady Miejskiej), Jakowa Kapustina (II sekretarza Komitetu Miejskiego WKP(b) w Leningradzie), Piotra Kubatkina (byłego szefa Zarządu NKWD obwodu leningradzkiego) i wielu innych ludzi zajmujących w latach 40. kierownicze stanowiska w Leningradzie i obwodzie leningradzkim – w aparacie partyjnym, administracyjnym, gospodarczym, komsomolskim i wojskowym. Aresztowani zostali poddani brutalnym przesłuchaniom wymuszającym fałszywe zeznania; dużą rolę w śledztwach odegrał minister bezpieczeństwa państwowego ZSRR Wiktor Abakumow.
29–30 września 1950 w Leningradzie odbyła się rozprawa prowadzona przez Wojskowe Kolegium Sądu Najwyższego ZSRR, który pod zarzutem „zdrady Ojczyzny oraz działalności szkodliwej i kontrrewolucyjnej” skazał na śmierć Wozniesienskiego, Kuzniecowa, Rodionowa, Popkowa, Łazutina i Kapustina (wyroki wykonano następnego dnia w Leningradzie), a Turko na 15 lat pozbawienia wolności. 27–28 października 1950 w Moskwie to samo kolegium skazało na śmierć pod zarzutem udziału w kontrrewolucyjnej organizacji Badajewa, Basowa, Burilina, Aleksandra Wozniesienskiego, Iwanowa, Kubatkina, Safonowa, Sołowjowa, Charitonowa i 11 innych oskarżonych. Łącznie ponad 200 osób zostało skazanych na długoletnie więzienie w związku ze „sprawą leningradzką”, a ponad 2000 osób zostało zwolnionych ze stanowisk. W kwietniu i maju 1954 ofiary „sprawy leningradzkiej” zostały pośmiertnie zrehabilitowane. W grudniu 1954 Wiktor Abakumow został skazany na śmierć i stracony m.in. za swój udział w tej sprawie. W czerwcu 1957 Gieorgij Malenkow, jako główny organizator czystki, został usunięty ze stanowiska wicepremiera ZSRR.